# Pontus Hansson
Pontus Hansson, född 24 maj 1894 i Kristinehamn, död 4 december 1962 i Stockholm, var en svensk simmare och OS-bronsmedaljör.
Hansson fick brons på 200 meter bröstsim vid OS 1908 i London.